# Комар'є
Комар'є (рос. Комарье) — село у Доволенському районі Новосибірської області Російської Федерації.
Входить до складу муніципального утворення Комар'євська сільрада. Населення становить 1131 особа (2010).

## Історія
Згідно із законом від 2 червня 2004 року органом місцевого самоврядування є Комар'євська сільрада.

## Населення
| 2002 | 2007  | 2010  |
| ---- | ----- | ----- |
| 1434 | ↘1260 | ↘1131 |